# جان اپل
 جان اپل (انگلیسی: Jan Apell؛ زاده ۴ نوامبر ۱۹۶۹) یک تنیس‌باز اهل سوئد است. 